# Oenopota elegans
Oenopota elegans is een slakkensoort uit de familie van de Mangeliidae. De wetenschappelijke naam van de soort is voor het eerst geldig gepubliceerd in 1842 door Møller.